# История таджикского языка
Исто́рия таджи́кского языка́ началась в VIII веке после появления в Средней Азии иранских исламских миссионеров. В империи Тимуридов язык был подвергнут влиянию индоиранских языков, а также в нём начали появляться тюркизмы. В Российской империи на таджикский повлияли арабский и узбекский языки, литературный язык основывался на религиозных произведениях. В 1920—1924 годах был подвергнут дискриминации со стороны правительства Бухарской советской республики ввиду проводимой им политики пантюркизма. После образования Таджикской АССР в 1924 году и начала преследования националистов в СССР некоторые пантюркистские деятели официально извинились перед таджиками. В 1926 году таджикская письменность начала использовать латиницу, с 1939—1940 годов — кириллицу. Окончательно литературный таджикский оформился после съезда лингвистов в августе 1930 года. В 1948—1988 годах таджикский язык был почти вытеснен русским, в Перестройку началось его повторное распространение, продолжающееся и в независимом Таджикистане. Таджикская общественность надеялась на возвращение арабской письменности, однако язык сохранил кириллическое письмо. На таджикском литературном языке говорит в основном элита страны, а большинство населения используют в речи диалекты.

## Ранняя история
Персидский язык появился в Средней Азии в VIII веке благодаря иранским исламским миссионерам в период Арабских завоеваний. В Саманидском государстве приобрёл статус литературного, что привело к вымиранию согдийского языка. Письменный среднеазиатский персидский почти не отличался от классического фарси до начала XX века. В империи Тимуридов был подвергнут влиянию индоиранских языков, в результате чего начали проявляться первые отличия от новоперсидского. С переселением тюркских народов на территорию бассейна Амударьи в среднеазиатском диалекте, в частности, в северных наречиях, появились тюркизмы, он начал развиваться самостоятельно. Ираноязычных жителей Средней Азии начали называть таджиками, однако до начала XX века таджикский язык назывался «фарси». В середине XVIII века появился Бухарский эмират, в состав которого вошла территория расселения таджиков. В 1868 году он был присоединён к Российской империи.
В 1903 году таджикский педагог Абдукадыр Шакури основал в Самарканде основал новометодную школу. В октябре 1908 года подобная джадидистская школа появилась в Бухаре благодаря Абдулвохиду Мунзиму, против чего выступал эмир Бухарского эмирата. Деятельность джадидистов привела к началу модернизации таджикского общества. В начале XX века последователями джадидизма (Махмудом Бехбуди, Мунавваром Абдурашидхановым, Садриддином Айни, Сироджем Хакимом и иными) были созданы первые печатные издания на таджикском языке «Бухорои Шариф», «Самарканд» и «Ойна». Профессор Назирджон Турсунов указывает, что Махмуд Бехбуди назвал таджикский язык языком медресе и писателей и уточнил, что он был распространён в Самаркандской и Ферганской областях. По мнению Бехбуди, необходимо владеть таджикским наравне с арабским, русским и турецким языками. В это время таджикский язык подвергался влиянию арабского и узбекского, литературный язык основывался на религиозных произведениях, в частности, поэта Бедиля.

## При советской власти

### До образования СССР
После революции 1917 года советское правительство пыталось разделить Среднюю Азию по национальному признаку, главным критерием национальности был определён язык. Однако подобный принцип разделения вызывал проблемы, потому что на таджикском персидском языке разговаривали арабы, афганцы, бухарские евреи и среднеазиатские иранцы. Часть среднеазиатского общества владела двумя языками, включая таджикский. В 1919 году в Ташкенте и Самарканде начали работу отделения Наркомнаца. В июле 1919 года Саид Ризо Али-заде выдвинул концепцию «материнского языка» (тадж. zaboni modari), предлагавшую объединить всех персоязычных жителей Средней Азии по языковому принципу, но она была отвергнута в пользу идеи создания единого для всех среднеазиатских народов туркестанского государства.
В сентябре 1920 года был опубликован манифест Всебухарского революционного комитета, призванный поддержать таджикский язык. Однако власти и общество Бухарской советской республики не приняли инициативу из-за политики пантюркизма, которой придерживалась среднеазиатская интеллигенция: Абдурауф Фитрат, Бекташ, Махмут Бехбуди, Усман Ходжа, Ходжи Муин Шукруллаев и другие. Председатель СНК БНСР Файзулла Ходжаев назвал таджиков узбеками, подвергнутыми влиянию Ирана и медресе. Бухарская интеллигенция не признавала существование таджикской нации и таджикского языка. В этот период из 12 тысяч учеников школ в районах, населённых таджиками, всего 6,6 % обучались таджикскому языку. В новообразованных советских школах он не преподавался. Доля носителей таджикского языка в Бухарской советской республике снизилась. Таджикская интеллигенция и обычный народ перестали использовать таджикский язык. Дискриминация таджиков стала одной из причин гражданской войны в Средней Азии и угасанию литературного таджикского языка. При этом статус языка обсуждался в местных и зарубежных, например, иранских, изданиях.

### В СССР
В 1924 году была образована Таджикская АССР, таджикоязычные Бухара и Самарканд были переданы в состав Узбекской ССР. В том же году было впервые употреблено название «таджикский язык», изначально оно использовалось только по отношению к жителям Таджикской АССР. Согласно лингвисту Мухаммаджону Шакури, после завершения национально-территориального размежевания началось обсуждение статуса таджикского языка. С 1926 года в республике проводились содействующие изучению языка мероприятия, что подтверждает сборник статей 1926—1930 годов «Таджикский язык в целях обсуждения» (тадж. Забони тоҷикӣ дар мабнои мубоҳисаҳо). Литературный таджикский язык был основан на бухарско-самаркандских наречиях, содержащих заимствования из узбекского. Благодаря деятелям культуры бухарского происхождения, например Садриддину Айни, появилась таджикская литература, начались издаваться газеты и журналы на таджикском языке. Так, в изданиях «Бедорои тоджик», «Овози Тоджик», «Рахбари дониш» и «Тоджикистани сурх» публиковались статьи российских и таджикских лингвистов. Советская власть начала преследовать паниранистов, панисламистов и пантюркистов, при этом последних поддерживали Великобритания и Турция. Противодействие басмачеству привела к тому, что некоторые пантюркисты, (Абдулвохид Мунзим, Абдурауф Фитрат и другие), отказались от своих взглядов, часть из них, Бекташ и Абдулкадыр Мухитдинов, принесли официальные извинения таджикам за дискриминацию. В школах Таджикской АССР не хватало пособий по изучению таджикского языка, большинство учебников были переведены с русского. Таджикистанские общественные деятели, например, Шириншо Шотемур, призывали к развитию образования на таджикском языке. В этот период Саид Ризо Али-заде составил грамматику таджикского языка.
В 1924 году началось рассмотрение вопроса о переводе таджикского языка на латинскую письменность. В 1926—1939 годах таджикский язык использовал латиницу, сменившую персидскую письменность, в этот же период обсуждалось возвращение к персидскому письму, но проект не был реализован. Разработка нового алфавита велась в 1926—1928 годах, 28 октября 1928 года Народный комиссариат просвещения Таджикистана принял вариант проекта таджикской латинской письменности за авторством Абдурауфа Фитрата и Александра Фреймана. В республике началась кампания по пропаганде «нового социалистического алфавита» и дискредитации арабицы. В 1929 году арабская письменность была запрещена. По мнению советолога Терезы Раковской-Хармстоун, одной из причин латинизации таджикского языка стало желание советских властей не допустить прочтения классических персидских произведений, содержавших «неприемлемые» идеи. Таджикские просветители проявляли интерес к развитию и литературного, и к разговорного таджикского языка. Было необходимо создать упрощённый вариант языка на основе центральных диалектов. В течение 1930 года обсуждалось создание нового литературного языка, в его разработке принимали участие лингвисты Бекташ, Рахим Хашим, Туракул Зехни, глава Таджикской ССР Нусратулло Максум, глава правительства республики Абдулкадыр Мухитдинов, а также языковая комиссия и два научных собрания. Задачу осложняло наличие нескольких диалектов таджикского языка. Литературный язык должен был отличаться от персидского. В 1930 году был основан Комитет таджиковедения (с 1932 года ― Государственный исследовательский институт), изучавший историю Таджикскистана, этнографию таджиков, таджикский язык и литературу. 23—28 августа 1930 года в Сталинабаде состоялся съезд лингвистов, на которым были рассмотрены вопросы литературного и разговорного языка, нового правописания и закрепления латиницы как основного алфавита. На съезде Абдулкадыр Мухитдинов заявил, что необходимо создать не таджикский, а персидский литературный язык, который должен быть принят не только таджиками, но и персами Афганистана, Индии и Ирана. Садриддин Айни считал, что язык можно создать только на основе кухистанского диалекта, потому что в нём было мало заимствований из других языков, и он активно использовался в речи. По мнению Айни, таджикский язык должен был быть понятным для низших слоёв общества и отличаться от персидского. По результатам съезда Рахимом Хашимом был составлен сборник материалов «Таджикский литературный язык» (тадж. «Забони адабии тољик»). Сам язык восстановил социально-политический статус, утраченный в 1920-х годах. Новый литературный язык был основан на диалектах Бухары и Самарканда и частично говорах коренного населения гор.
В 1939—1940 годах таджикский язык перешёл на кириллический алфавит. Для еврейско-таджикского диалекта был разработан собственный алфавит на основе еврейского письма. В 1935—1940 годах диалект использовал таджикское латинское письмо. В 1940—1950-х годах советские власти проводили политику русификации нерусских языков, включая их грамматику, лексику и синтаксис, однако, согласно Яну Уэрихо, грамматика таджикского языка не изменилась. В 1948—1988 годах в таджикском языке широко применялись русизмы, вместо него зачастую использовали русский как лингву-франка. Русские заимствования в таджикском языке не следовали правилам таджикской орфоэпии: в таджикском языке ударение всегда падает на последний слог, однако в русизмах сохранялось оригинальное ударение. Некоторые таджикские слова (например, названия некоторых стран) были признаны устаревшими, а вместо них начали использоваться слова из русского языка. С Перестройкой началось возрождение таджикского языка. В январе 1988 года таджикский философ Мирбобо Миррахимов опубликовал статью, в которой раскритиковал политику советской власти по отношению к таджикам, включая ущемление таджикского языка. Через год в Москве был основан клуб «Согдиана», посвящённый изучению и обучению таджикского языка. В феврале 1989 года при Комсомоле Таджикистана был основан политический клуб «Ру ба Ру» (с тадж. — «Лицом к Лицу»), целью которого стало развитие таджикского языка. В июле 1989 года был издан закон, который определял таджикский как один из официальных языков Таджикской ССР и рассматривал его вместе с персидским как один язык: таджикский язык был назван таджикским персидским. В законе была прописана перспектива возвращения к персидской письменности. В период позднего Советского Союза большинство таджиков говорили не на таджикском литературном языке, а на диалектах. При советской власти дискриминации со стороны властей Узбекской ССР подверглись таджикоязычные жители Бухары и Самарканда.

## В Таджикистане
Процесс повторного распространения языка продолжился после распада СССР. В 1992 году был законодательно закреплён отказ от русизмов, в школах началось преподавание персидской письменности. Таджикская общественность считала, что в 1990-х или начале 2000-х годов таджикский язык перейдёт на арабскую письменность. Печатались книги и публицистические статьи, написанные арабицей. Однако в 1999 году из закона о языке было исключено упоминание персидского, а язык сохранил кириллическое письмо. Конституция Таджикистана закрепила статус таджикского языка как государственного. Страна проводит моноязыковую политику, направленную на поддержку таджикского языка. В период гражданской войны в Таджикистане таджикский был популяризирован политиками, например, Эмомали Рахмоном, активно использовавшими язык в политической агитации. В 1994 году около восьми миллионов жителей Таджикистана говорили на таджикском языке, в 1997 году ― 7,3 миллиона. По состоянию на 2009 год, в мире живёт около восьми миллионов носителей таджикского языка, из них 6,5 миллионов ― в Таджикистане. Элита Таджикистана говорит на литературном таджикском языке, большинство населения ― на диалектах (в основном, северных и южных). Множество жителей страны способны использовать различные разновидности таджикского языка, включая литературный язык, в речи. При этом существуют стереотипах о носителях того или одного диалекта, например, гарми в таджикском обществе считают легко приспосабливаемыми, кулаби — консервативными, а к людям, разговаривающих на северных диалектах, относятся как к легко приходящим к согласию и манипуляторам.